# Advanced Graphics Architecture
Advanced Graphics Architecture (w skrócie AGA) – ulepszony układ grafiki stosowany w trzeciej generacji komputerów Amiga na początku lat 90. XX wieku.
Tryb AGA zmienił paletę barw z dotychczasowej 12-bitowej (4096 kolorów) na 24-bitową (16 777 216 kolorów). Dodatkowo wprowadzono obsługę 256 kolorów w każdej rozdzielczości (8 bitplanów) – w porównaniu z 6 bitplanami w OCS i ECS (w trybie EHB). Oprócz tego dodano tryb HAM-8 (8 bitplanów) pozwalający wyświetlać 262 144 kolorów jednocześnie na ekranie (w każdej rozdzielczości) przy 8 bitach na piksel (tryb HAM układów OCS i ECS umożliwiał wyświetlanie 4096 barw przy 6 bitach na piksel, tylko w rozdzielczości poziomej 320 pikseli).
Zasadniczą wadą chipsetu AGA było wykorzystywanie w dalszym ciągu przestarzałej technologii bitplanów, które sprawdzały się w prostych grach platformowych wymagających szybkiego przewijania obrazu, ale bardzo utrudniały programowanie grafiki 3D – większą część czasu procesora zajmowała konwersja z tzw. chunky (czyli zapisu w formie 1 bajt – 1 piksel) na bitplany. Dodanie do CD32 chipu Akiko, wspomagającego konwersję chunky na bitplany, nie poprawiło sytuacji. W dobie zyskujących popularność pierwszych gier 3D możliwości graficzne Amigi okazały się niewystarczające – co przyczyniło się do zaprzestania jej produkcji.
AGA składa się z trzech układów o nazwach:
- Alice – nowszy odpowiednik układu Agnus (OCS/ECS)
- Lisa – nowszy odpowiednik układu Denise (OCS/ECS)
- Paula – układ dźwiękowy

Dodatkowo do architektury AGA zalicza się układy:
- Super Gary – kontroler stacji dyskietek i dysku twardego
- Super Amber – sprzętowy flicker-fixer
- Super Ramsey – kontroler dla pamięci SIMM (tylko Amiga 4000)
- Akiko – chip usprawniający konwersję chunky-planar (tylko Amiga CD32)

AGA była montowana w CD32, Amidze 1200 i Amidze 4000. Starsze wersje Amigi były wyposażone w układy OCS i ECS.